# Amidin
Amidini su klasa derivata oksokiselina.
Oksokiselina iz koje je amidin izveden mora da ima formu , gde je R supstituent.  grupa je zamenjena −2 grupom, i =O grupa je zamenjena =, tako da je generalna struktura amidina .

## Karboksamidini
Kad je početna oksokiselina karboksilna kiselina, rezultujući amidin je karboksamidin ili karboksimidamid (IUPAC ime), koji ima sledeću strukturu:
Karboksamidini se često nazivaju amidinima, jer se oni najčešći tip amidina u organskoj hemiji. Najjednostavniji amidin je formamidin, . Primeri amidina su  i diminazen. 
Primarni amini se najčešće prave putem Pinerove reakcije.